# Caixa Penedès
Caixa Penedès era una caixa d'estalvis amb seu social a Vilafranca del Penedès i implantada principalment a Catalunya. Va ser adquirida pel grup Banc Sabadell després que aquest arribés a un acord amb el Grup BMN (Banc Mare Nostrum) per adquirir la xarxa d'oficines d'aquest al Principat de Catalunya i Aragó, que va integrar en la marca Sabadell i es reconvertí l'obra social en Fundació Especial Pinnae.

## Història
L'activitat econòmica i social de Caixa Penedès es va iniciar el 6 d'abril del 1913.
El juny de l'any 2009, amb l'aprovació del fons de reestructuració bancària (FROB), es van fer contundents els rumors de possibles fusions entre algunes caixes catalanes i l'entitat va iniciar un procés de fusió amb Caixa Laietana. El preacord de fusió entre les dues caixes estableixia la seu central a Vilafranca del Penedès i una subseu a Mataró. Els acomiadaments podrien afectar el 15% de la plantilla i oficines: uns sis cents treballadors i 180 oficines. En els òrgans de decisió que s'havien pactat Caixa Penedès tindria una representació del 63% i Caixa Laietana un 37%. La presidència de la caixa seria rotativa els primers dos anys.
Finalment l'acord va quedar suspès temporalment per ambdues entitats, sense afirmar que la fusió s'hagués anul·lat. Finalment, però Caixa Penedès ha iniciat un procés de constitució d'un sistema institucional de protecció amb Sa Nostra, Cajamurcia i Caja Granada. Actualment l'entitat només disposa d'onze empleats, encarregats de gestionar l'obra social d'aquesta.
El mes de novembre de 2011 la Fiscalia Superior de Catalunya va anunciar que obriria diligències contre els directius de l'entitat, arran d'algunes elevades remuneracions d'alts càrrecs, tot buscant responsabilitats penals. Uns complements en les diverses pensions dels alts càrrecs que ascendien a 20 milions d'Euros, pactades entre el president de l'entitat, Ricard Pagès, el director general Manuel Troyano, l'exdirector Joan Caellas i l'exdirector de Recursos Humans, Jaume Jorba. Arran d'aquest fets tant el director com el president de l'entitat van abandonar el seu càrrec. A la fi de l'any 2011 l'entitat va reduir el consell d'administració a un màxim de 10 membres i va ratificar Ricard Banquells com a nou director general. El 19 de maig de 2014 va començar el judici als ex-directius de la institució. L'excúpula de Caixa Penedès torna més de 28 milions. Condemnen a Ricard Pagès a dos anys, i a un a tres exdirectius més.

## Obra Social

### Premi Josep Parera
Anualment, l'Obra Social de Caixa Penedès convocava el Premi Josep Parera amb l'objectiu de «reconèixer públicament la trajectòria de persones i organitzacions socials que havie excel·lit en la seva vocació i dedicació al servei del desenvolupament comunitari en les dimensions social, humanitària i/o solidària» i premiava amb 50.000 euros tant a una persona com una entitat.
L'any 2005 es va establir la primera edició del Premi Josep Parera i des de llavors es van atorgar a:
- 2005 — Associació Catalana per la Infància Maltractada
- 2006 — Mn. Manuel Pousa "Pare Manel"
- 2007 — Maria Dolors Masdéu i Fundació Ajuda i Esperança
- 2008 — Jordi Mas Castells i Associació Casal dels Infants del Raval
- 2009 — Germà Fernando Aguiló i Amics de la gent gran
- 2010 — Genoveva Masip i Torner i Fundació Banc dels Aliments de Barcelona